# Pléthore de nords
Pour plus de détails, voir Fiche technique et Distribution.
Pléthore de nords est un film d'animation franco-japonais réalisé par Kōji Yamamura et sorti en 2021.

## Synopsis
Ici, tout est le Nord. Voici un compte rendu des personnes que j'ai rencontrées dans le Nord. Cependant, ma mémoire est fragmentée et ne saisit absolument pas l'essentiel.

## Fiche technique
- Titre original : 幾多の北, Ikuta no Kita
- Réalisation : Kōji Yamamura
- Scénario : Kōji Yamamura
- Animation : Kōji Yamamura, Yano Honami et Nakata Ayaka
- Photographie :
- Décors : Kōji Yamamura
- Montage : Kōji Yamamura
- Musique : Willem Breuker
- Production : Kōji Yamamura, Emmanuel-Alain Raynal et Pierre Baussaron
- Société de production : Yamamura Animation, Inc. et Miyu Productions
- Société de distribution : Miyu Distribution
- Pays de production :  Japon et  France
- Langue originale : japonais
- Format : couleur — 2,35:1
- Genre : animation
- Durée : 64 minutes
- Dates de sortie :
  - Japon : 6 novembre 2021
  - France : 13 juin 2022 (Annecy)

## Distinctions
- 2022 : Prix Contrechamps au festival international du film d'animation d'Annecy
- 2022 : Grand prix du long métrage d'animation au Ottawa international animation festival